# Cayo Cecina Largo
Cayo o Gayo Cecina Largo (en latín, Gaius Caecina Largus; m. c. 57) fue un senador romano nacido a finales del siglo I a. C. que desarrolló su carrera política en la primera mitad del siglo I, bajo los imperios de Tiberio, Calígula y Claudio I.

## Origen y familia
De familia patricia natural del Volterra en Etruria, era hijo de Cayo Cecina Largo, quien había construido, junto con otros notables, el teatro de su localidad natal, y también era hermano de Cayo Silio Aulo Cecina Largo, consul ordinarius en 13.

## Carrera
La mayor parte de su cursus honorum nos es desconocido, siendo su primer cargo documentado el de miembro del colegio de los Arvales en 38. Como amigo personal de Claudio, éste lo designó como su colega en el cargo de consul ordinarius en 42.
En 48 acompañó a Claudio en su viaje a Ostia tras el intento de asesinato de este emperador por parte de su esposa Mesalina, quien fue ejecutada por orden de su marido. Falleció hacia el año 57.
Por su parte, Plinio el Viejo describe la belleza de su jardín en la colina del Palatino.